# ヨネックススポーツ振興財団
公益財団法人ヨネックススポーツ振興財団（ヨネックススポーツしんこうざいだん）は、スポーツ団体の行うスポーツ振興に関する事業に対する助成、体育学等専攻の学生などに対する奨学金事業を実施している公益法人。東京都文京区にあるヨネックス株式会社出資によって設立された。

## 事業内容
ヨネックススポーツ振興財団ホームページより
助成事業
青少年スポーツの振興に関する事業を積極的に自ら行い、かつ3年以上継続して活動している一般社団法人又は一般財団法人を対象にして、助成金を交付している。
奨学金
高等学校、大学又は大学院に在学し、体育学等を専攻する学生又はスポーツを積極的に行う学生で、他の模範となる人を対象にして、奨学金を給与している。
表彰事業
青少年スポーツの振興に関して貢献のあった個人及び団体を対象にして、表彰を授与している。